# 銀欣科技
銀欣科技（SilverStone Technology）成立於2003年5月，是一家台灣電腦硬體生產商。主要產品涵蓋機殼、電源供應器、散熱器與其他電腦週邊，同時包含OEM/ODM等代工服務。企業總部位於新北市中和區，而中國廣東省東莞市、德國漢堡、美國加州奇諾(Chino)等地都設有海外分公司。
鋁是該公司經常使用的設計元素，Temjin系列便是以全鋁打造、成為銀欣產品線最高階的機種；家庭劇院電腦(HTPC)機殼亦著墨甚多，後來也推出屬於Small form factor（SFF）的Sugo系列。除此之外，銀欣科技成立之初的第一項產品為電源供應器，一直以來都與AMD與NVIDIA等企業合作，推出符合認證的各式機種。
2008年推出RAVEN(烏鴉)系列子品牌，旗下第一台機殼RV01採取將主機板旋轉90度的配置，實現機殼內熱空氣由下往上排出的煙囪效應 。2010年初，堡壘系列FT02機殼獲得iF產品設計獎。
2013年穿甲弹AP123風扇榮獲台北國際電腦展金質獎，突破一般電腦風扇無法克服的高頻噪音。穿甲彈AP123風扇，採用三種不同形狀與大小的扇葉創造出不對稱的氣流。此一大膽創新的設計，在裝上機殼後，可大幅減少進氣時產生的高頻噪音達66%，同時創造出高性能的風量及風壓。

## 外部連結
- SilverStone 全球網 （页面存档备份，存于）
- SilverStone Facebook EN （页面存档备份，存于）
- SilverStone Facebook HK （页面存档备份，存于）
- SilverStone Facebook TW （页面存档备份，存于）